# Индијски орах
Индијски орах (лат. Anacardium occidentale) пореклом је из Јужне Америке, тачније из приморских области североисточног Бразила. Индијски орах су у Индију пренели Португалци, док је данас Индија његов највећи произвођач. Семе индијског ораха има облик бубрега величине до 3 cm, а расте на воћу познатом као индијска или кешу јабука. Сваки плод има по једно семе закачено на свом доњем делу. Плод кешу јабуке је крушкастог облика и дугачак је од 7 до 15cm. Плодови могу бити обложени жутом или црвенкастом љуском (у зависности од сорте) испод које се налази воћна пулпа од које се прави сок који је богат витамином C. Плодови кешу јабуке имају пет пута више витамина C него поморанџа. Богат је витаминима C и K, фолном киселином, магнезијумом, калцијумом, цинком, селеном, фосфором, бакром, антиоксидансима и мононезасићеним мастима.

## Употреба у исхрани
Индијски орах се може јести сиров, печен или пржен са путером и сољу. Има сладак укус и мирис, у исхрани се може користити као грицкалица или као додатак и зачин разним јелима (пилетина са индијским орахом, путер од ораха, салате, каше, колачи, сладоледи итд).

## Здравствене предности
1. Лечи срце. Захваљујући великим количинама незасићених масних киселина и олеинске киселине индијски орах је добар за срце и цео васкуларни систем. Мононезасићене масти смањују ниво триглицерида који су један од главних узрока срчаних болести.
2. Смањује ризик од дијабетеса. Мононезасићене масти у индијском ораху утичу на дијабетичаре тако што смањују ниво триглицерида и самим тим се смањује ризик од појаве шећера и холестерола.
3. Снижава холестерол. Индијски орах састоји 0% холестерола. Иако садржи доста масноће важно је знати да су то углавном мононезасићене масти које смањују лош (LDL) холестерол, а повећавају добар (HDL) холестерол.
4. Делују у превенцији камена у жучи. Истраживања су показала да је једна шака индијског ораха дневно довољна да спречи стварање камена у жучи.
5. Помаже код мршављења. Индијски орах се препоручује као ужина у разним дијетама, ови ораси садрже доста дијететских влакана и пружају осећај ситости и задовољства, што је веома важно за мотивацију особа које покушавају да смршају. Важно је да се једу у умереним количинама јер садрже доста калорија. Оно што је битно је да садрже добре масти и минималне количине шећера. Такође пржени посољени индијски ораси могу да доведу до високог крвног притиска.
6. Одржава здравље зуба. Индијски орах уништава бактерије које проузрокују каријес и болести десни, тако да је идеалан за негу зуба, али и за одржавање целокупног здравља устију.
7. Делује као афродизијак. Индијски орах побољшава проток крви у организму и на тај начин помаже мушкарцима који имају проблема са ерекцијом. Овај орах отклања стрес и нервозу, опушта нерве и повећава сексуалну жељу. Још од давнина се користи за јачање потенције.
8. Спречава анемију. Индијски орах је одличан извор гвожђа, што је од виталног значаја за пренос кисеоника по целом телу и помоћ у раду ензима и имуног система. Недостатак гвожђа може довести до амора тела, анемије, као и до повећане осетљивости на инфекције и разне болести.
9. Потпомаже лакше варење. Добар је извор дијететских влакана, која помажу да се храна лакше вари. Међутим, прекомерно конзумирање ове намирнице може да изазове надимање и проблеме са гасовима, тако да треба бити опрезан и не претеривати са овом прилично укусном намирницом.
10. Побољшава вид. Конзумација индијског ораха корисна је за здравље очију, јер садржи мале количине зеа-ксантинина, важног антиоксиданса, који се селективно апсорбује у мрежњачи ока. Ово нашим очима даје заштиту при филтрирању УВ-зрака и спречава старосне дегенеративне промене на оку.
11. Одупире се ћелијама рака. Индијски орах садржи врсту флавоноида који се зове проантоцијанидин, а то једињење има висок садржај бакра. Једна порција индијског ораха обезбеђује 37,5 одсто препорученог дневног уноса бакра који помаже у борби са канцерогеним ћелијама. Он просто "изгладњује" ћелије тумора, јер им не даје потребну храну за њихов развој.

## Токсичност
Неки људи су алергични на индијски орах, али они су ређи алерген од орашастих плодова или кикирикија. За до 6% деце и 3% одраслих, конзумирање индијских орашчића може изазвати алергијске реакције, у распону од благе нелагодности до анафилаксе опасне по живот. Ове алергије покрећу протеини који се налазе у орашастим плодовима, а кување често не уклања или мења ове протеине. Реакције на индијски орах и орашасте плодове такође могу настати као последица скривених састојака орашастих плодова или трагова орашастих плодова који се могу ненамерно унети током обраде хране, руковања или производње. Љуска индијског ораха садржи уљна једињења која могу изазвати контактни дерматитис сличан отровном бршљану, првенствено резултат фенолних липида, анакардинске киселине и карданола. Због могућег дерматитиса, индијски орах се обично не продаје потрошачима у љусци. Лако и јефтино екстрахован из отпадних љуски, карданол се истражује у погледу потенцијалне примене у наноматеријалима и биотехнологији.